# Medetera flaviseta
Medetera flaviseta är en tvåvingeart som beskrevs av Van Duzee 1929. Medetera flaviseta ingår i släktet Medetera och familjen styltflugor.
Artens utbredningsområde är Panama. Inga underarter finns listade i Catalogue of Life.